# Marina Querini
Marina Chiara Querini (Corfù, 28 luglio 1757 – Venezia, 1º marzo 1839) è stata una nobildonna italiana.

## Biografia

Stemma Querini

Figlia di Pietro Antonio dei Querini di San Severo e di Matilde da Ponte, nacque a Corfù, dove il padre ricopriva la carica di Provveditore Generale da Mar. Il 7 ottobre 1777 sposò nella basilica di San Giorgio Maggiore il conte Pietro Giovanni Benzon.
Dotata di un'intelligenza non comune, animò nel suo palazzo di San Beneto un celebre salotto letterario al quale parteciparono, fra gli altri, George Byron, Thomas Moore, Antonio Canova, Ippolito Pindemonte, Vincenzo Drago e Cesare Arici. Fu inoltre famosa per la bellezza e la condotta spregiudicata: a lei si ispirò Anton Maria Lamberti durante la stesura de La biondina in gondoleta, canzone popolare in veneziano tuttora assai nota.
Suo figlio fu Vittore Benzon, il quale divenne un poeta di un certo rilievo. Si disse che questi fosse in realtà nato da una delle tante relazioni extraconiugali di Marina, se non addirittura dall'incesto con il fratello Stefano (come ricordò Pietro Buratti in un pungente componimento).

## L'incontro con Cagnazzi
Giovanni Rosini scrisse che Marina Querini aiutava molte persone che temevano l'esilio dagli Stati veneti nel 1798:
(Giovanni Rosini; cfr Lamiavita, p. 308, nota 78)
Anche lo scienziato italiano Luca de Samuele Cagnazzi fu aiutato da Marina Querini Benzoni; infatti, nella sua autobiografia, Cagnazzi scrisse:
(Lamiavita, pp. 36-37)
Inoltre, in quel periodo, fu la stessa Querini a presentare a Cagnazzi il cardinale Fabrizio Ruffo e in tale occasione Cagnazzi, "sommamente confuso", gli celò il suo vero nome, considerato anche quello che era successo ad Altamura con la caduta della Repubblica Napoletana del 1799.

### Pubblicazioni
- Guido Mazzoni, Recensione, in Nuova antologia, vol. 45, 1893,  p. 349.[1]

| Controllo di autorità | VIAF (EN) 2356679 · LCCN (EN) nr95010635 |

1. ↑  Lamiavita, p. 308, nota 78.